# Shane Endsley
Shane Endsley (Denver, 31 december 1969) is een Amerikaanse jazzmuzikant (trompet, percussie) en componist.

## Biografie
Shane Endsley studeerde trompet, percussie en compositie aan de Eastman School of Music. Na zijn graduatie werkte hij begin jaren 2000 onder andere met de singer-songwriter Ani DiFranco, Jason Mraz (Waiting for My Rocket to Come, 2002) en met Ravi Coltrane. Hij was oprichtingslid van de postrock/jazzformatie Kneebody en werkte mee bij meerdere albums van het ensemble. Hij speelt regelmatig met muzikanten uit het New Yorkse downtown-circuit als Ralph Alessi, Steve Coleman, John Hollenbeck en Tim Berne, verder met Edward Simon, Donny McCaslin en Theo Bleckmann. In 2002 bracht hij zijn debuutalbum 2nd Guess uit. In 2007 werd hij door het tijdschrift DownBeat onderscheiden als een van de top 25-trompettisten van zijn generatie. In de lezerspoll van het tijdschrift werd zijn Music Band gekozen tot beste formatie van het jaar. Endsley verplaatst zich qua stijl in het gebied tussen modern creative, postrock, folk en vrije improvisatie.

## Discografie
- 2003: 2nd Guess (WenEnd Music)
- 2010: Kneebody: Can You Have Your Moment (Winter & Winter) met Adam Benjamin, Ben Wendell, Kaveh Rastegar, Nate Wood
- 2011: Then the Other met Matt Brewer, Craig Taborn, Ted Poor
- 2016: Michael Formanek en het Ensemble Kolossus:  The Distance (ECM Records)

- Bibsys: 10068329
- Bibliothèque nationale de France: cb141751929 (data)
- Gemeinsame Normdatei: 136107281
- International Standard Name Identifier: 0000 0004 3965 5119
- Library of Congress Control Number: no2009193638
- MusicBrainz: 179f8a26-ea97-4f54-984c-b68440b9a302
- Système universitaire de documentation: 143808036
- Virtual International Authority File: 201225728
- WorldCat: E39PBJymGpqdTtCcgM8VHkDwmd